# الرجمة (إب)

تعديل مصدري - تعديل

الرجمة هي إحدى قرى عزلة ميتم بمديرية إب التابعة لمحافظة إب، بلغ تعداد سكانها 166 نسمة حسب تعداد اليمن لعام 2004.